# Kość z Ishango

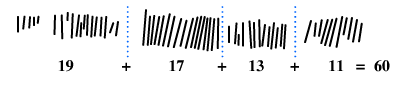
Rząd nacięć A

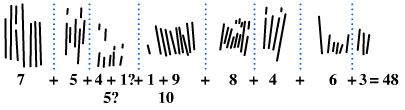
Rząd nacięć B

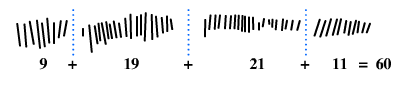
Rząd nacięć C

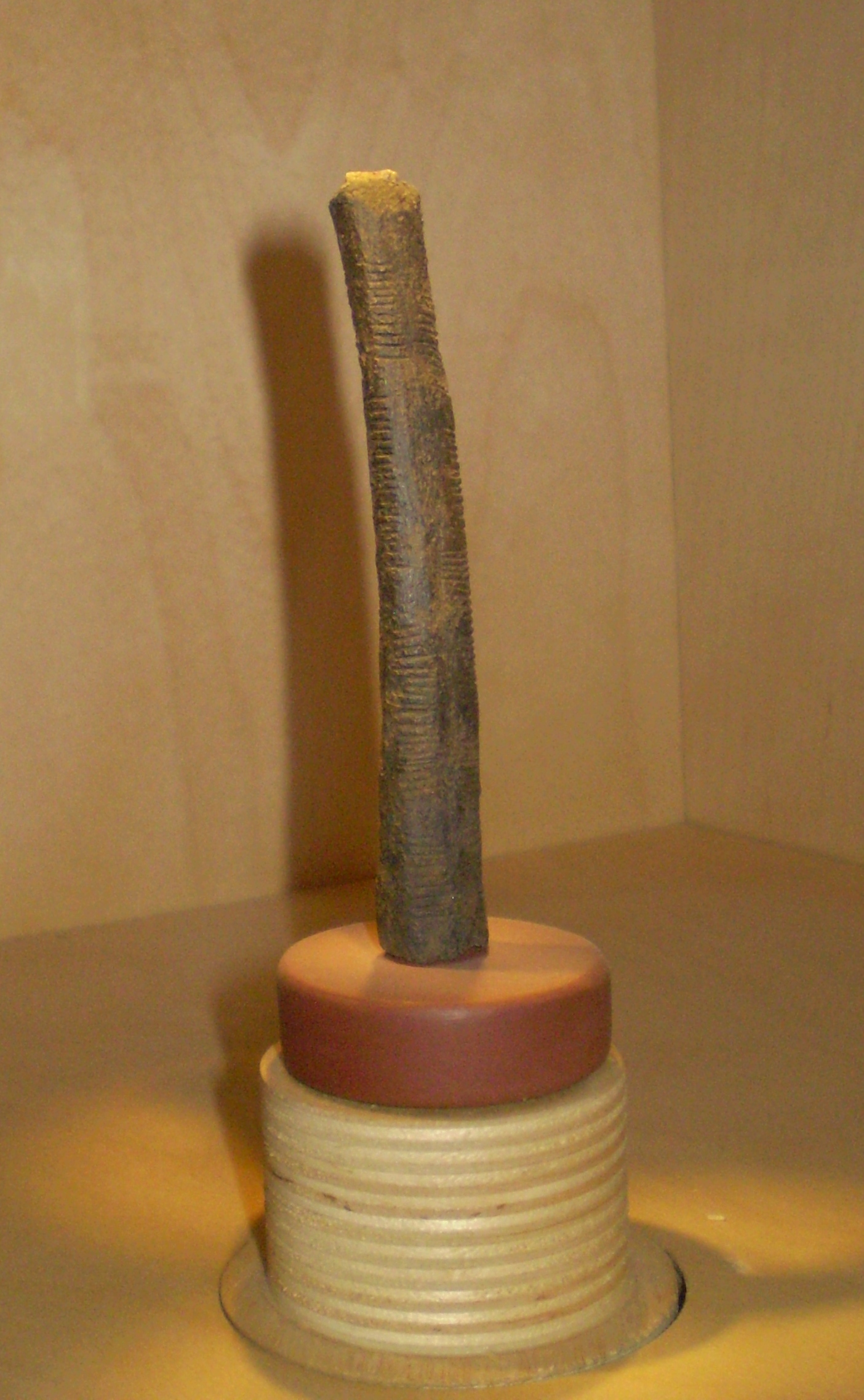
Kość Ishango w muzeum Royal Belgian Institute of Natural Sciences

Kość z Ishango – narzędzie wykonane z kości datowane na epokę górnego paleolitu. Jest to ciemnobrązowa długa kość strzałkowa pawiana, z umieszczonym na jednym z końców ostrym kawałkiem kwarcu, który być może służył do grawerowania. Na kości tej wykonano trzy rzędy pogrupowanych po kilka, kilkanaście nacięć rysami różnej długości.
Kość z Ishango została znaleziona w 1960 roku przez belgijskiego geologa Jeana de Heinzelin de Braucourta w trakcie jego podróży przez Kongo Belgijskie w rejonie Ishango nad Jeziorem Edwarda w pobliżu górnego biegu Nilu na dzisiejszej granicy Ugandy i Konga. Nacięcia na kości powstały w małej społeczności rybaków, zbieraczy i rolników zamieszkujących ten region Afryki. Ich niewielka osada została zniszczona w wyniku erupcji wulkanicznej.
W książce How Mathematics Happened: The First 50,000 Years Peter Rudman twierdzi, że ten artefakt powstał pomiędzy 9000 a 6500 lat p.n.e. Datowanie miejsca gdzie obiekt został znaleziony wskazuje, że przedmiot ma 20 000 lat. Kość jest obecnie stałym eksponatem wystawy znajdującej się w Royal Belgian Institute of Natural Sciences w Brukseli. 
Kość z Ishango nie jest jedynym przedmiotem tego typu, gdyż znane są również inne kości o nieznanym przeznaczeniu.

## Możliwe przeznaczenie

### Obliczenia matematyczne
Na kości są trzy wyraźnie odróżniające się i pogrupowane rzędy nacięć. Może to oznaczać, że służyła do zapisu systemu liczbowego.
Suma nacięć w rzędzie A oraz C wynosi 60, w rzędzie B 48. Rząd A zawiera wyraźnie nacięcia po 11, 13, 17 i 19 kresek. Są to wszystkie kolejne liczby pierwsze zawierające się pomiędzy 10 a 20. Rząd B to 3 nacięcia, następnie 6 (3×2), potem 4 i 8 (4×2), dalej proces się odwraca po liczbie 10 następuje 5 (10÷2) oraz jeszcze raz 5 a potem 7. Wydaje się, że liczby te nie zostały ułożone przypadkowo, lecz w prosty sposób przedstawiają zasadę mnożenia i dzielenia przez liczbę 2.
Rząd C to liczby 10 i 20 pomniejszone lub powiększone o 1. Są to kolejno: 11 (10+1), 21 (20+1), 19 (20-1) oraz 9 (10-1).
Zapis nacięć był więc być może wykorzystywany jako narzędzie pozwalające wykonywać proste działania matematyczne.

### Kalendarz astronomiczny
Amerykański antropolog Alexander Marshack uważał, że nacięcia w grupach po 29 obrazują fazy Księżyca, zmieniające się w ciągu sześciu miesięcy lunarnych. Różna długość kresek ma reprezentować różne fazy, a przerwy pomiędzy nacięciami mają odnosić się do pochmurnych nocy, gdy Księżyc był niewidoczny. W takim wypadku kość Ishango byłaby swojego rodzaju najstarszym znanym kalendarzem lunarnym. Takie wnioski zdają się potwierdzać badania mikroskopowe ukazujące dodatkowe znaki.

### Inne
Ponieważ nie wiemy nic o twórcy tego przedmiotu, przeznaczenie kości mogło być zupełnie inne. Jeśli był to myśliwy lub wędrowiec mógł nacięciami odznaczać podzielone na etapy dni swojej wyprawy lub też, o ile twórcą była kobieta, mogła w ten sposób orientować się w swoim cyklu miesiączkowym. Sugerowano również, że sam przedmiot był nożem lub dłutem, a zadrapania miały służyć wyłącznie lepszej przyczepności uchwytu i nie powstały z żadnego innego powodu.